# De brandende beelden
De brandende beelden is een  stripverhaal uit de reeks van Jerom. Het verscheen in 1973.

## Locaties
- Akademie, huis van tante Sidonia, stadspark, zolder waar de monumentencommissie haar archieven bewaard, bos

## Personages
- Jerom, Odilon, professor Barabas, tante Sidonia, agent, jury, bezoekers tentoonstelling, agenten, mensen op straat, brandweer, Amédée Peeters, Arnolf Zigomar, burgemeester, publiek

## Het verhaal
Odilon moet lessen volgen aan de Akademie, hij gebruikt het tuinhuisje van tante Sidonia als atelier. Hij begint een sneeuwbalgevecht met Jerom, maar dan begint een standbeeld te branden en het springt kapot. De Akademie houdt een tentoonstelling en de vrienden bewonderen het beeldje van Odilon. Dan ontploft het beeldje en bezoekes rennen uiteen. Professor Barabas onderzoekt resten van het beeldje en Jerom gaat een stukje vliegen op de motor. Hij landt op een pleintje voor een kerk en koopt een worstje met honing. Dan ziet Jerom een beeld op het plein vlam vatten, de ruiter komt van het paard en landt op zijn motor. Een agent schrijft een bon voor beschadiging van het standbeeld en ook andere agenten komen ter plekke. Jerom wordt meegenomen naar het bureau. Onderweg zien ze een volksoploop. De mensen staan te kijken naar een brandend beeld. De brandweer wordt gebeld en ze proberen het beeld te doven. Dan ontploft het beeld van de vredesgodin en Jerom wordt vrijgelaten. 
Enkele dagen later komt Amédée Peeters bij tante Sidonia, hij is de voorzitter van de stedelijke monumentencommissie. Hij wil de hulp inroepen van Morotari. Over enkele dagen zal een standbeeld onthult worden door de burgemeester, het is zijn overleden voorganger. Als er iets zou gebeuren, zou het een ramp zijn. Een geheimzinnig figuur luistert de vrienden af, hij wil alle beelden vernietigen. Jerom en Odilon gaan naar het stadspark, er is nog een beeld dat niet beschadigd is. Dan zien ze een man wegvluchten en Jeorm zet de achtervolging in. De man kan ontkomen en Jerom en Odilon gaan de volgende dag naar de zolder waar de monumentencommissie haar archieven bewaard. Alle standbeelden staan hier geregistreerd en Jerom, Odilon en Amédée beginnen een zoektocht naar het ongeschonden beeldje. Het gaat om nr. 13055; Fluitspelende Pan gemaakt door Arnolf Zigomar. Deze man woont in de Motbollenstraat 13 op de vierde verdieping en Jerom gaat naar het huis. Het huis is thans een duivenhok, de andere bewoners weten niet waar Arnolf is. 
Professor Barabas vermoed dat de geheimzinnige man in het park Arnolf is en de volgende dag is de plechtigheid. Het standbeeld wordt onthuld door de burgemeester. Dan begint het te branden en het beeld ontploft. De mensen vluchten weg en professor Barabas ontdekt dat alle standbeelden door een chemische vloeistof zijn behandeld. Odilon gaat naar het park en tekent het beeldje van de Fluitspelende Pan na. Arnolf Zigomar vraagt waarom hij dit doet en Odilon antwoordt dat hij het beeldje mooi vindt. Arnolf is erg blij en wil dat Odilon zijn leerling wordt. Hij neemt Odilon mee en een veldwachter kan dit niet voorkomen. Odilon heeft een walkie-talkie en kan tante Sidonia waarschuwen, hij is opgesloten in een rode vrachtwagen. Jerom gaat op weg met de motor en ziet de vrachtwagen al snel. Hij kan de vrachtwagen stoppen en bevrijdt Odilon. Arnolf is gevlucht en zoekt onderdak in een bos. Odilon en Jerom volgen hem en hebben radiocontact met professor Barabas en tante Sidonia. Ze vinden Arnolf in het bos en hij vertelt dat hij na het beeldje nooit weer een opdracht kreeg. Het beeldje werd nog verwezen naar een verlaten prieel en Arnolf werd bijna waanzinnig en besloot alle andere standbeelden te bewerken. Amédée en president Arthur veroordelen Arnolf om alle standbeelden te herstellen, op deze manier is hij beeldhouwer tot het einde van zijn dagen.